# Jancaea heldreichii
Jancaea es un género monotípico de plantas  perteneciente a la familia Gesneriaceae. Su única especie: Jancaea heldreichii Boiss.. Es originaria de Grecia en Tesalia: Monte Olimpo.

## Descripción
Es una planta herbácea perennifolia con roseta de hojas pequeñas , alternas, en un penacho denso, subsésiles , lámina elípticas u ovadas aguda , con  pelo lanudo de color blanco plateado . Las inflorescencias en cimas axilares, pedunculadas con pocas flores, 4 - (raramente 5 -). Sépalos libres, oblonga. Corola color lavanda, tubular - campanulada . El frutos en cápsulas dehiscentes .

## Hábitat
Se encuentra creciendo en las grietas sombrías y húmedas de rocas calizas , a una altitud de (100 -) 1000-2100 metros.

## Taxonomía
Jancaea heldreichii fue descrita por Pierre Edmond Boissier y publicado en Plantarum Orientalium Novarum 1: 5. 1875.
Etimología
Jancaea: nombre genérico que fue nombrado en honor de Victor von Janka (1837-1890) , botánico húngaro.
heldreichii: epíteto nombrado en honor del botánico alemán Theodor Heinrich von Heldreich.
Citología
Número de cromosomas : 2n = 56.